# Epiousion
Epiousion (griechisch: ἐπιούσιον) ist ein einzigartiges und seltenes griechisches Wort, das ausschließlich in den Matthäus- (6,11) und Lukas-Versionen (11,3) des Vaterunsers vorkommt. Es gilt als ein hapax legomenon, da es in keinem anderen bekannten griechischen Text der Antike überliefert ist. Die genaue Bedeutung des Begriffs ist bis heute Gegenstand theologischer und linguistischer Debatten.

## Bedeutung und Übersetzung
Die Übersetzung von epiousion ist in der Bibelgeschichte nicht einheitlich. Hieronymus übersetzte das Wort in seiner lateinischen Vulgata unterschiedlich: in Matthäus 6,11 als „supersubstantialem“ („übernatürlich“) und in Lukas 11,3 als „quotidianum“ („täglich“). Diese Differenz wurde vielfach diskutiert und hat die Auseinandersetzung über die genaue Bedeutung befeuert.
Traditionell wird das Wort in modernen Bibelübersetzungen als „täglich“ wiedergegeben, was auf die existenzielle Versorgung des Menschen verweist. Eine alternative Deutung betrachtet epiousion als Hinweis auf das „Brot des kommenden Tages“, womit auch eine eschatologische Dimension angedeutet sein könnte.

## Historischer und theologischer Kontext
Der Begriff epiousion wurde von zahlreichen Theologen und Bibelwissenschaftlern untersucht. 
Papst Benedikt XVI. widmet in seinem Buch Jesus von Nazareth (2007) dem Vaterunser und der Bedeutung von epiousion besondere Aufmerksamkeit. Er argumentiert, dass das Wort sowohl den täglichen Bedarf des Menschen als auch das übernatürliche „Brot des Lebens“ (vgl. Joh 6,35) umfassen könnte, das in der Eucharistie gefeiert wird.
Der katholische Theologe und Philosoph Eckhard Nordhofen erkennt in der Identifizierung des Gottessohnes mit dem ungesäuerten Brot „den Höhepunkt in der Entwicklungsgeschichte des Monotheismus“. Das Brot ersetzte die Heilige Schrift als Gottesmedium. In der Konsequenz übersetzt Nordhofen die vierte Bitte des Vaterunsers mit „Unser überwesentliches Brot für morgen gib uns heute“. Jesus bezieht sich zwar auf die jüdische Exodustradition des ungesäuerten Brotes, „überbietet sie aber in der für ihn charakteristischen Weise“, sodass eine rein lebenspraktische Deutung im Kontext der Brotrede Jesu unwahrscheinlich erscheine.

## Linguistische und exegetische Perspektiven
Die Etymologie von epiousion ist umstritten. Eine gängige Theorie besagt, dass es sich um eine Kombination aus dem Präfix ἐπι- (epi-, „auf“ oder „für“) und οὐσία (ousia, „Essenz“, „Substanz“) handelt. Andere Forscher sehen einen möglichen aramäischen Ursprung des Begriffs, der durch die Übersetzung ins Griechische bzw. Lateinische an Prägnanz verloren haben könnte.

## Verwendung in Übersetzungen
Die Übersetzung von epiousion variiert je nach christlicher Tradition:
- In der Einheitsübersetzung und der Lutherbibel wird die Passage mit „unser tägliches Brot gib uns heute“ wiedergegeben.
- Die King-James-Bibel und viele andere englische Übersetzungen verwenden „daily bread“.
- In theologischen und akademischen Kreisen wird oft „notwendiges Brot“ oder „überwesentliches Brot“ vorgeschlagen, um die Vieldeutigkeit des Begriffs zu bewahren.

## Kontroverse und Mehrdeutigkeit
Die einzigartige Stellung von epiousion in den neutestamentlichen Texten hat eine Vielzahl von Interpretationen hervorgebracht. Während einige Theologen das Wort eher materiell und lebenspraktisch interpretieren, sehen andere darin eine übernatürliche oder eschatologische Bedeutung. Diese Mehrdeutigkeit ist charakteristisch für die jüdisch-christliche Tradition, in der materielle und geistige Dimensionen oft eng miteinander verbunden sind.